# 美佐島站
美佐島站（日语：／ Misashima eki */?）是位於日本新潟縣十日町市的一座無人車站，隸屬於北越急行北北線（ほくほく線），目前只有普通列車停靠。

## 車站構造

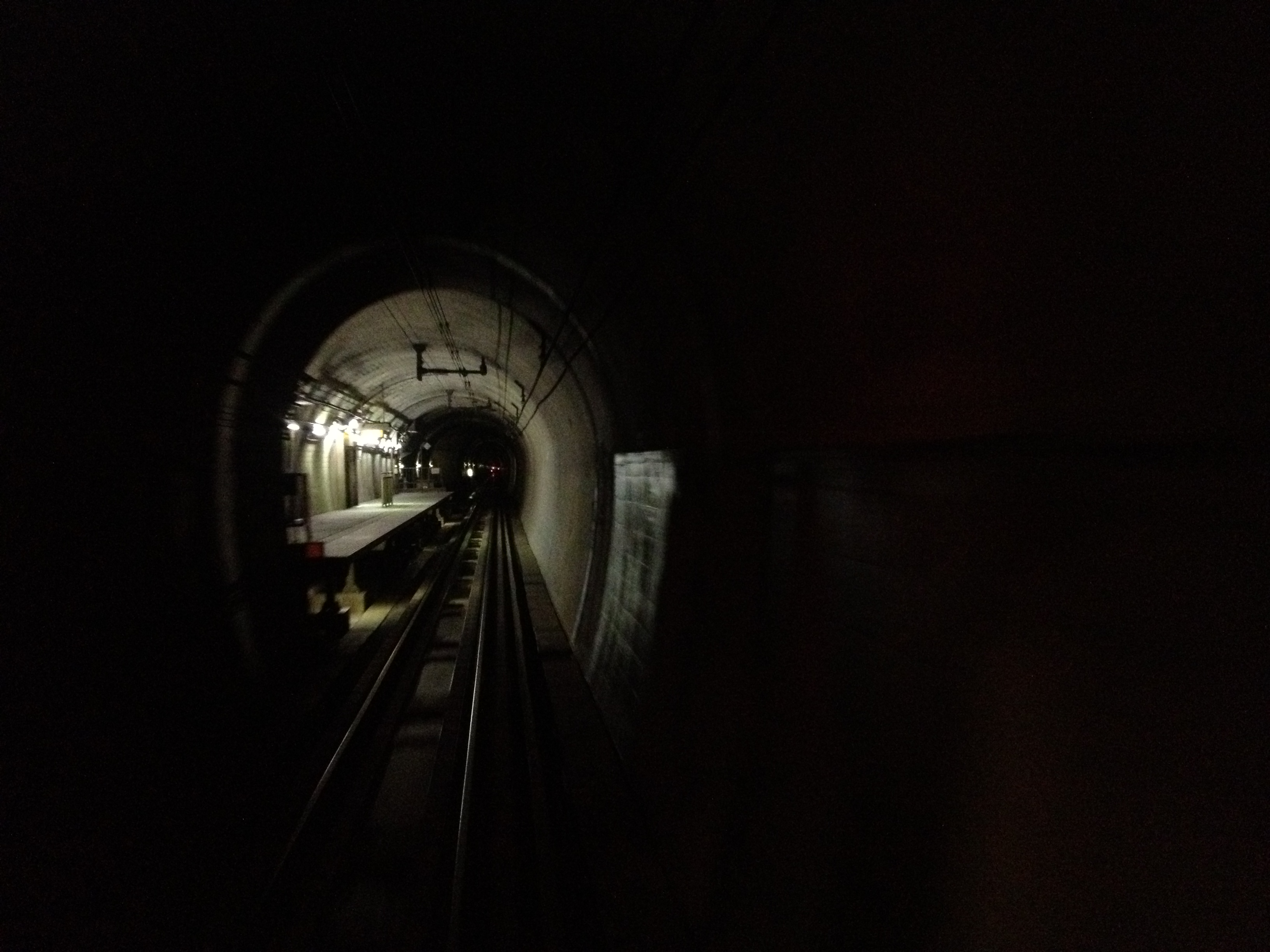
美佐島站位隧道內的地底月台。

美佐島車站的站房雖然設置於地面上，但唯一一座、採側式設計的月台卻是位於地下10.1米的赤倉隧道內，月台全長45公尺。由於北北線是日本非新幹線的鐵路路線中平均營運車速最高的路線，為了避免列車高速穿越隧道時微氣壓波效應產生的風壓將旅客捲落月台，所以除普通列車停靠站內上下旅客的時間外，月台一律禁止進入。旅客在本站下車時，也必須要在2分鐘內通过设在站台墙边的防风门離開月台層。月台層上設有監視器遠端監控，列車開車後如發現仍有人逗留月台上，將使用廣播強制勸離。如果防风门因某种罕见原因被反锁，导致月台上的乘客无法离开，只需按下旁边的按钮解锁即可打开。
車站連接月台與地下道間的通道處設有一道防風門，原本在車站規劃時此防風門是採手動開關的設定，卻發現當試車中的列車以140公里/小時的車速通過隧道時，會在通道內的階梯處產生高達24公尺/秒的強風。之後新潟運輸局官員在北北線通車前一年的1996年進行現場勘驗時，發生列車通過時防風門在為關閉的狀態下、產生的風壓將候車室門的窗戶震碎的意外事件。為此相關單位修改了防風門的設計，成為兩扇防風門連動自動開關的形式。此自動門通常是上鎖的，平常無法由地下道進入至月台層，只有當列車停靠時司機從車內遙控才會開啟。相較之下，越後心動鐵道（原JR西日本）筒石站的月台則並沒有裝有上述的設備。
除了月台與地下通道之間的防風門之外，在地下通道與地面站房之間也設有另一道門，中間形成一個類似地下候車室的空間，內部備有木椅，時刻表與意見箱等。地下候車室兩邊的自動門設有不能同時開啟的機制，利用這方式讓候車室本身成為一個類似氣閘的空間，防止月台與地面站房之間因過大的壓力差產生強風。
至於地面站房中的候車室，則鋪設有榻榻米，提供茶水、坐墊和留言簿，亦設有旅客自助式的空調系統。
2013年（平成25年）8月起，新增设列车运行状况揭示电子屏。移动通信方面则新增设了NTT DOCOMO平板设备。届时在地下候车室仅能接收NTT DOCOMO的信号。
2015年3月14日起，行經北北線的特急列車隨著北陸新幹線長野至金澤延伸段竣工而停駛。2023年3月18日北北線改點後，定期列車全面各站皆停、不再會有高速通過此站的列車，然而車站月台的保護機制仍一如既往。

## 車站周邊
- 津地變電站
- 新潟縣道74號十日町六日町線
- 米西拉藝術館（日语：ミティラー美術館）：一間以廢校的小學校舍改建而成的私人藝術館，主要收藏與展示印度藝術作品。
- 立正佼成會誕生地道場

## 歷史
- 1997年3月22日：北北線通車時設立。

## 鄰近車站
北越急行
魚沼丘陵 - 美佐島 - 新座

## 外部連結
- （日語）美佐島車站（北越急行）